# 運動心像
運動心像是個體排练或模拟给定动作的心理歷程。它作为動作的心理練習被广泛用于运动训练 、神经康复。運動心像也作為认知神经科学和认知心理学的研究派典，用以研究個體在执行動作前，其內隱过程（即无意识）之内容及结构。 在一些医学，音乐和运动场合，当与身體排练搭配时，心理排练能夠与动作的纯粹身體排练（练习）產生一样的效果。 

## 定义
運動心像可以被定義為「個體在心理上模擬給定動作時的動態狀態」。这种现象体验意味着受试者感觉自己正在进行动作。它对应于运动心理学家所谓的内部心像（或第一人称视角）。

## 動作的心理訓練
心理訓練指的是運用視覺-運動心像來改善運動行為。視覺-運動心像需要在沒有伴隨身體運動的情況下，使用想象力來模擬動作。心理訓練會嶄露頭角是由於心像對加強運動及外科手術有著相關性。

### 體育
心理訓練與身體訓練相結合，對初學者學習一項運動來說，可能是有益的，但對於希望提高其技能的專業人士則更有幫助。身體訓練會產生需要改進的身體反饋，而心理訓練則會形成認知過程，這是身體訓練無法輕易複製的。

### 醫學
外科醫生和其他執業醫師在進行身體練習的同時，心裡也在排練手術過程。這產生的效果與進行身體排練一樣，但是成本要低得多。但是，不同於在運動中的使用是為了提高技能，心理訓練在醫學中被用作一種減輕手術前壓力的形式。

### 音樂
心理訓練也是音樂中使用的一種技術。當專業音樂家離開樂器或受傷而無法進行身體訓練時，他們可能會進行心理訓練。研究表明，身體訓練和心理訓練相結合可以提高對一件事情的掌握程度，這和只進行身體訓練是一樣的。這是因為心理訓練會促進神經元的生長，而神經元的生長與身體訓練的生長是一致的。先例：弗拉基米爾·霍洛維茨（Vladimir Horowitz）和阿图尔·鲁宾斯坦（Arthur Rubinstein）等人透過心理訓練來輔助他們的身體訓練。

### 運動障礙
心理訓練已被用來修復各種神經障礙的運動缺陷。動作的心理練習似乎可以改善多發性硬化症患者和老年婦女的平衡。例如，在亞急性腦卒中患者中，心理訓練已成功地與身體訓練相結合來修復運動缺陷。一些研究還表明，在慢性中風中，上肢和下肢的力量、功能和使用都有改善。